# Concha Catalá
Concepción García Paz Catalá, conocida artísticamente como Concha Catalá (Bilbao, 7 de enero de 1881-Madrid, 3 de julio de 1968), fue una actriz española.

## Biografía

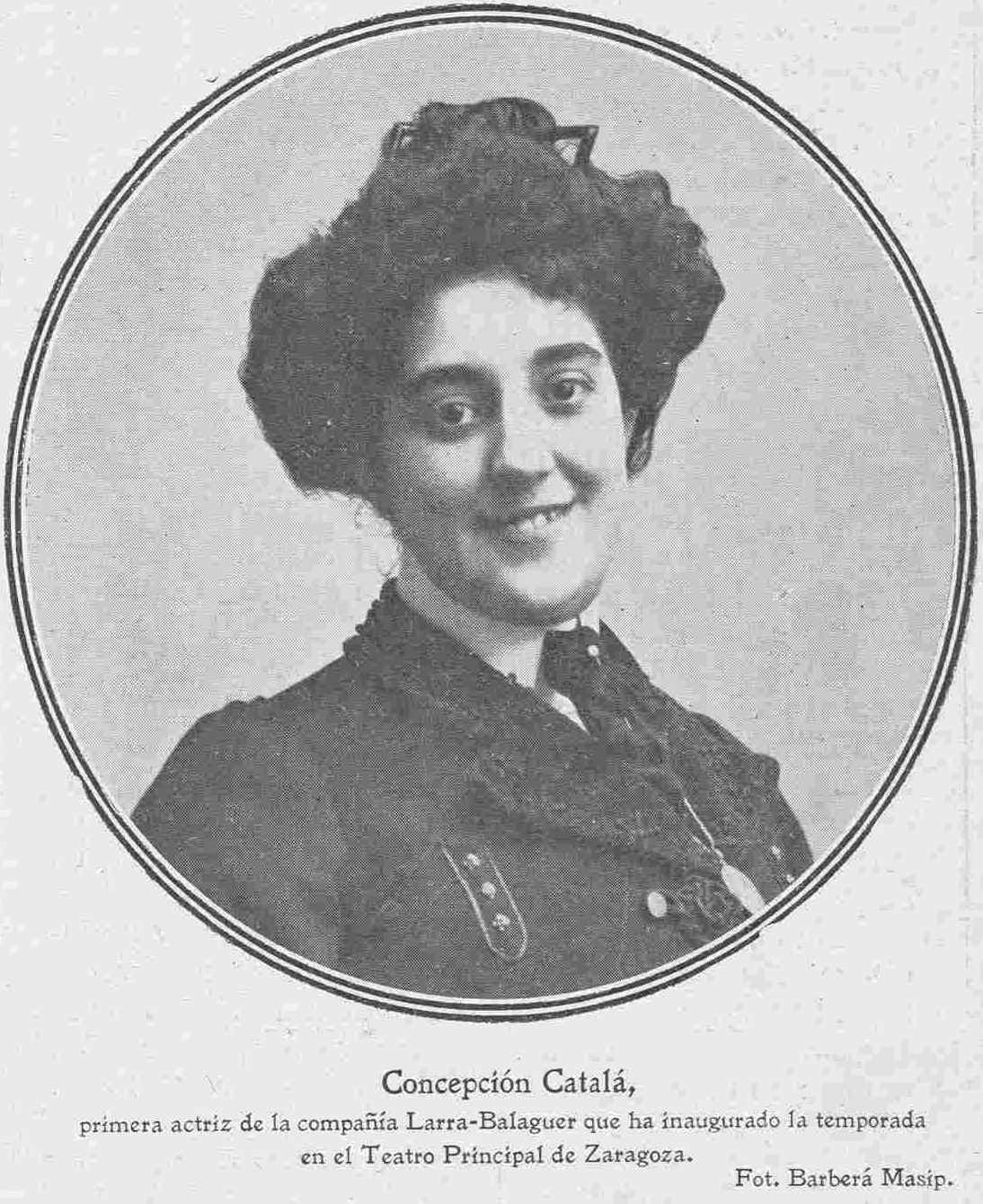
Fotografiada por Vicente Barberá Masip (c. 1906)

Considerada una de las grandes damas del teatro en España en la primera mitad del siglo xx. Era hija de un director de orquesta y, siendo pequeña se instala en Madrid con su familia. En la capital de España se inicia en el mundo de la interpretación, estudiando en el Conservatorio con Teodora Lamadrid y debutando finalmente con la Compañía de Rosario Pino en el Teatro de la Comedia, estrenando entre otras piezas Los Galeotes (1900) y Las flores (1901), ambas de los hermanos Álvarez Quintero. Poco después, pasa a la compañía de María Guerrero.
En años sucesivos trabajó con algunos de los más célebres intérpretes del momento, como Francisco Morano o José Tallaví.
Consagrada como una de las más destacadas intérpretes de la escena española, estrenó obras de prestigiosos autores como Jacinto Benavente o José María Pemán, especializándose en personajes de damas de carácter. Ello, sin desechar la comedia que cultivó por ejemplo en Una noche de primavera sin sueño (1927), de Jardiel Poncela y en Para ti es el mundo (1929), de Carlos Arniches. Escenificó, además, obras de autores extranjeros como Ibsen, en Casa de muñecas (1917), junto a Catalina Bárcena. 
En 1940 formó compañía propia con Manuel González, Carmen Carbonell y Antonio Vico, con el nombre de Los cuatro ases. Juntos estrenarían, entre otras piezas, la obra Y amargaba (1941), de Benavente. Tras la disolución del grupo, siguió trabajando sobre las tablas en solitario con obras como La casa (1946), de José María Pemán.
Realizó algunas incursiones en cine, pudiendo mencionarse Una morena y una rubia (1933), de José Buchs; Suspiros de España (1939), de Benito Perojo; La gitanilla (1940), de Fernando Delgado de Lara; Su hermano y él (1941), de Luis Marquina o Espronceda de Fernando Alonso Casares. 
Tras su éxito en Doña Clarines (1963), de los Álvarez Quintero, se retiró de los escenarios.

## Filmografía

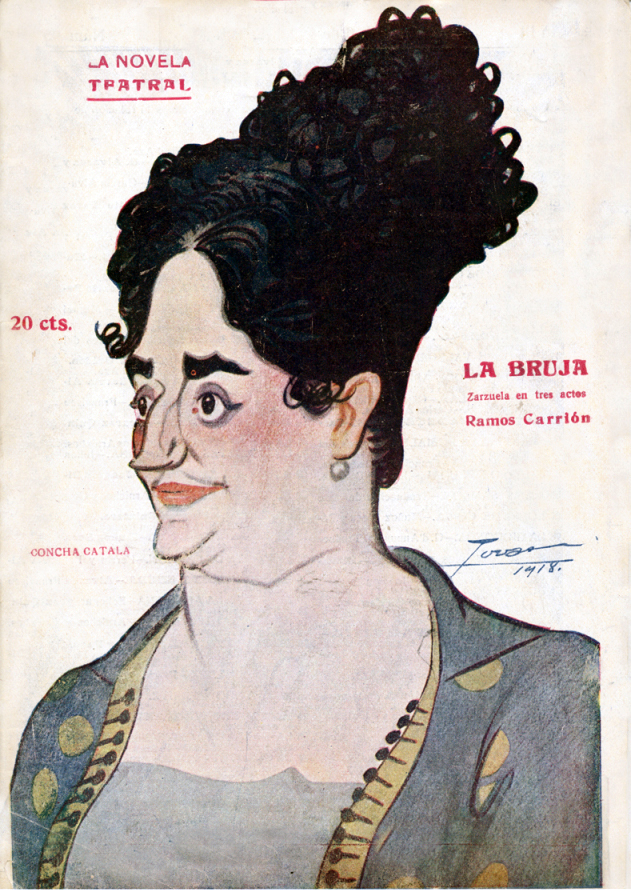
Caricaturizada por Tovar (1918)

- Caricaturizada por Tovar (1918) Una morena y una rubia (1933) de José Buchs.
- El genio alegre (1939) de Fernando Delgado de Lara
- Suspiros de España (1939) de Benito Perojo
- La gitanilla (1940) de Fernando Delgado de Lara
- El último húsar (1940) de Luis Marquina
- Su hermano y él (1941) de Luis Marquina en la que compartió escena con otra actriz vitoriana, Blanca Silos
- Yo soy mi rival (1941) del italiano Mario Bonnard, rodada en Italia
- Espronceda (1945) de Fernando Alonso Casares

## Premios
- Medalla de Alfonso X, el sabio.